# Gauliga Bohême-Moravie
Pour un article plus général, voir Gauliga.
La Gauliga Bohême-Moravie (en allemand : Gauliga Böhmen und Mähren) fut une ligue de football (de Division 1) créée par le NSRL en 1943.
Après la signature des Accords de Munich, en septembre 1938, le régime nazi récupéra le Territoire des Sudètes (où la population était majoritairement germanophone).
Évidemment, Adolf Hitler et le NSDAP ne s’arrêtèrent pas à ce secteur frontalier. Par d’habiles manœuvres politiques et diplomatiques, et un travail de sape effectué sur le terrain par les agents nazis infiltrés, le IIIe Reich trouva maints prétextes pour voler au secours de la nation tchécoslovaque en danger. Dans la réalité des faits, envahir le pays sans tirer un coup de feu et installer un gouvernement fantoche à la solde de Berlin.
Le 15 mars 1939, la Tchécoslovaquie n’exista plus. Le pays fut scindé en une République slovaque (qui avait proclamé son Indépendance le 14 juin) et le Protectorat de Bohême-Moravie, occupé par les troupes allemandes.
Le Protectorat de Bohême-Moravie regroupa les territoires de la Bohême, de le Moravie et de la Silésie tchèque.
La Gauliga Bohême-Moravie fut démantelée en 1945.

## Généralités

La partition de Tchécoslovaquie à partir de 1938-1939

Dès que l’occupation par les Nazis fut une réalité, les clubs d’origine ethnique allemande du Protectorat de Bohême-Moravie commencèrent à jouer dans la Gauliga Territoire des Sudètes. À partir de 1943, une Gauliga leur fut spécialement réservée: la Gauliga Bohême-Moravie.

La ligue fut créée par 14 équipes réparties en deux groupes. Les deux vainqueurs de groupe s’affrontèrent en une finale aller/retour pour désigner le champion. Celui-ci participa à la phase finale du championnat national. 
Les équipes de cette Gauliga furent majoritairement des équipes militaires, auquel s’ajoutaient des clubs considérés comme ethniquement allemand. Les clubs tchèques durent jouer une compétition distincte, le Championnat de Bohême-Moravie .
Le déroulement de cette ligue fut particulièrement gêné par l’évolution de la guerre. Lors de la saison 1943-1944, la compétition s'arrêta et le titre fut attribué alors que toutes les rencontres n'avaient pas pu se dérouler. La saison suivante, où les équipes avaient réparties en trois groupes, ne commença jamais.

## Après la reddition de l’Allemagne nazie
Dès la fin du conflit, le Protectorat disparut tout comme la  République slovaque née des manœuvres diplomatiques de 1938. La Tchécoslovaquie retrouva sa souveraineté et son indépendance (mais resta sous le contrôle des Soviétiques pendant les 45 ans qui suivirent). 
La population d’origine allemande fut majoritairement expulsée. Seule une petite minorité resta dans ce qui est de nos jours la République tchèque.
Du point de vue du football, tous les clubs d’origine ethnique allemande furent dissous et disparurent. La compétition tchécoslovaque reprit ses droits, avec le plus souvent, une domination des clubs tchèques par rapport aux équipes slovaques.

## Champion et Vice-champion de la Gauliga Bohême-Moravie
| Saison  | Champions        | Vice-champion              |
| 1943-44 | Militär-SV Brünn | Luftwaffen-SV Prague-Gbell |

## Sources et liens externes
- The Gauligas Das Deutsche Fussball Archiv
- Germany - Championships 1902-1945 at RSSSF.com
- Where's My Country? Article en Anglais sur les mouvements transfrontaliers des clubs de football, at RSSSF.com
- RSSSF.com - Tchécoslovaquie / République tchèque - Liste des Classements